# Пети-Туар, Абель
Абель Обер дю Пети-Туар (фр. Abel Aubert du Petit-Thouars) (1793, Сомюр — 1864, Париж) — французский мореплаватель. Племянник Аристида Пети-Туара.

## Заслуги
В 1837—1839 годах совершил кругосветное путешествие, которое способствовало тому, что четыре острова архипелага Острова Общества стали в 1843 году под протекторат Франции, а позднее перешли во французское владение.

## Сочинения
- Voyage autour du monde tur la fregate 'La Venus' pendant les annees 1836—1839. — P., 1840—1841. (2 tt.).

## Награды
- Большой крест ордена Почётного легиона